# 杨玉清
杨玉清（1906年—？），男，湖北孝感人，中国政治学家，曾任国务院参事，中国政治学会顾问。